# Dinsmore (Saskatchewan)
Dinsmore es un pueblo canadiense situado en la provincia de Saskatchewan.

## Superficie
Dinsmore tiene una superficie de 2,55 km².

## Demografía
En 2021, tenía 267 habitantes, una densidad poblacional de 104,6 hab./km², y 166 viviendas.